# Aquila, Veracruz
Aquila là một đô thị thuộc bang Veracruz, México. Năm 2005, dân số của đô thị này là 1616 người.